# RM4SCC

Werte der Balken

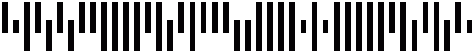
Beispielcode

Verzerrtes Druckbild

RM4SCC (Royal Mail 4 State Customer Code) ist ein von der Royal Mail in Großbritannien entwickelter Strichcode. Er wurde für die automatische Sortierung von Post entwickelt.

## Geschichte
Der RM4SCC wurde in Großbritannien von der Royal Mail entwickelt, wird aber inzwischen auch in anderen Ländern (Schweiz, Österreich, Dänemark, Australien) verwendet, die aber unterschiedliche Definitionen der Zeichen verwenden oder den Code anders aufbauen. Der Weltpostverein hat auch entsprechende Spezifikationen herausgegeben.

## Aufbau und Eigenschaften
Jeder einzelne Strich nimmt einen von vier Zuständen (engl. 4 state) an, kodiert also zwei Bit. Die vier möglichen Zustände sind den Beispielen rechts zu entnehmen. Jeweils vier Striche bilden eine Gruppe von insgesamt acht Bit bzw. einem Byte und kodieren ein Zeichen.
In der Regel sind Linien bei diesem Strichcode verzerrt und gebogen, was aus der sehr hohen Geschwindigkeiten in der Briefsortierung (3,5 m/s) resultiert. Damit werden die Toleranzen für Strichcodes in der Regel nicht mehr eingehalten oder die Codes müssen zu klein werden (Datenmenge und Lesesicherheit gering).
Deshalb ist der RM4SCC insbesondere für sehr hohe Geschwindigkeiten bei Direktdrucken geeignet, da er Verzerrungen weitestgehend toleriert. Das nebenstehende Beispiel zeigt einen verzerrten Code. Er ist dennoch leicht lesbar, da in jedem Strich der Tracker vorhanden ist. Die Lesetechnik nutzt das als Trigger, um zu entscheiden, ob darüber oder darunter etwas gedruckt wurde. Problematisch wird es, wenn die einzelnen Linien ineinander laufen, da dann der Takt des Trackers schwer zu finden ist. Auch sind schräglaufende Codes wesentlich schwerer lesbar, da dann erst aus dem Gesamtbild die Mittellinie mit dem Tracker zu suchen ist. Die Spezifikationen des Codes legen daher entsprechende Toleranzen fest.